# Yevgueni Petrov (tirador)
Yevgueni Petrov  (en ruso: Евгений Александрович Петров; nacido el 16 de octubre de 1938) es un extirador deportivo soviético y medallista olímpico. 
Ganó la medalla de oro en tiro al plato en los Juegos Olímpicos de México 1968, y una medalla de plata en Juegos Olímpicos de Múnich 1972.

## Mejores actuaciones
- 1968: Ciudad de México, México, Medalla de Oro en la especialidad tiro skeet.
- 1970: Phoenix , Estados Unidos, Campeonato Mundial de Tiro de 1970 Medalla de Oro en la especialidad tiro skeet.
- 1972: Múnich, Alemania, Juegos Olímpicos, Medalla de Plata en la especialidad tiro skeet.